# Municipio de Thornbury (condado de Delaware)
El municipio de Thornbury (en inglés: Thornbury Township) es un municipio ubicado en el condado de Delaware en el estado estadounidense de Pensilvania. En el año 2000 tenía una población de 7.093 habitantes y una densidad poblacional de 297 personas por km².

## Geografía
El municipio de Thornbury se encuentra ubicado en las coordenadas 39°55′37″N 75°29′55″O / 39.92694, -75.49861.

## Demografía
Según la Oficina del Censo en 2000 los ingresos medios por hogar en la localidad eran de $82,441 y los ingresos medios por familia eran de $91,179. Los hombres tenían unos ingresos medios de $65,671 frente a los $36,750 para las mujeres. La renta per cápita de la localidad era de $21,987. Alrededor del 14,2% de la población estaba por debajo del umbral de pobreza.

## Educación
El Distrito Escolar del Área de West Chester gestiona escuelas públicas.